# Pablo Palazuelo

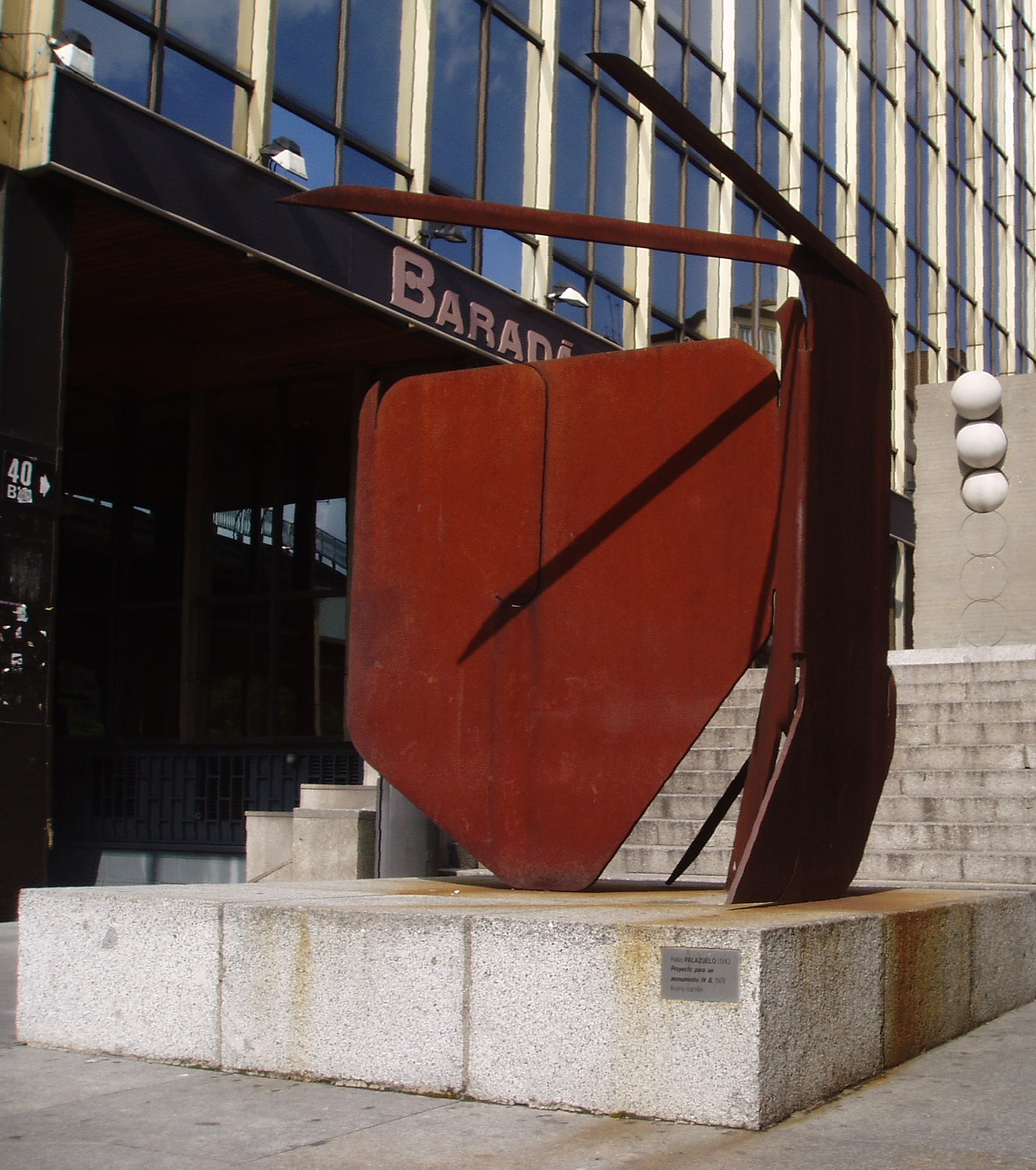
Escultura Proyecto para un monumento IV B (1978) de Pablo Palazuelo al Museu d'Escultura a l'Aire Lliure de La Castellana a Madrid.

Pablo Palazuelo (Madrid, 6 d'octubre de 1916- 3 d'octubre 2007) fou un pintor i escultor espanyol.
Pablo Palazuelo és una de les figures clau de l'art espanyol de la segona meitat del segle xx, però poc conegut pel públic general. Les raons d'aquest desconeixement són diverses: d'una banda, la situació encara precària de la historiografia contemporània espanyola i, d'altra banda, una noció excessivament lineal de l'abstracció, que comença amb Paul Cézanne i Pablo Picasso, continua amb el constructivisme i arriba finalment al minimalisme. Aquesta concepció ortodoxa de l'art modern ha fet que un altre tipus de pràctiques i estètiques, que tenien a veure amb el simbòlic, s'hagin quedat parcialment oblidades. Palazuelo és una de les figures situades en aquest context.
La historiografia dels últims trenta anys ha circumscrit Palazuelo en una abstracció de tipus idealista, molt vinculada a corrents d'espiritualitat, i a una concepció gairebé auràtica de l'artista i de la seva obra. Si bé és cert que es nodreix de corrents de pensament relacionats amb l'esoterisme, amb la càbala, amb filosofies i processos cognitius no vinculats al pensament occidental, també ho és que les matemàtiques, la física i el pensament científic són fonamentals en el seu treball. El desenvolupament de l'abstracció i l'ús de la geometria en la seva obra estan íntimament lligats a un procés racional i performatiu, basat en el descobriment —no en la invenció— de noves formes.
En el treball de Pablo Palazuelo es poden diferenciar dos grans moments, marcats per la seva estada a París (durant més de dues dècades) i pel seu retorn a Espanya. El fet que s'instal·lés a la capital francesa al final dels anys quaranta i que ben aviat es vinculés a la galeria Maeght d'aquesta ciutat va ser determinant en la projecció del seu treball. Pocs anys després de començar a pintar, l'obra de Palazuelo ja era present en l'àmbit internacional en exposicions no tan sols de l'art espanyol del moment, sinó també en mostres temàtiques que abordaven l'abstracció des de diferents perspectives; també ben aviat col·leccions de particulars i de museus europeus i americans van incorporar la seva obra.
A Espanya, en canvi, no va ser fins que va tornar, ja al final dels anys seixanta, que es va començar a conèixer bé el seu treball. Aleshores va començar un procés de desaparició dins el panorama internacional, on no se'l situa com es mereix en el context de l'art de la segona meitat del segle xx. Però més enllà de la simple «anècdota» del reconeixement rebut, també cal destacar la influència d'aquests canvis en la factura de les peces. El traç inquiet, la manipulació constant del dibuix, de les pintures, visible en la primera etapa, es va fer més distant i alhora més refinat als últims anys, en què el procés i el gest es distancien més del resultat final de l'obra.

## Premis i reconeixements
- 1999- Premi Nacional d'Arts Plàstiques d'Espanya[3][4]